# フェロス賞
フェロス賞（スペイン語: Premios Feroz, 英語: Feroz awards, フェロスしょう）は、スペインの映画賞である。2013年にスペイン映画報道記者協会によって創設され、2014年1月に第1回フェロス賞授賞式が行われた。アメリカ合衆国の映画賞であるゴールデングローブ賞に類似しており、スペイン最大の映画賞としてスペイン映画芸術科学アカデミー(AACCE)が主催するゴヤ賞の前哨戦であるとされている。フェロス賞の授賞式までの1年間に封切られた映画で、一般公開前にマドリードまたはバルセロナで記者向けの特別上映を行った映画を対象としている。

## 部門
- 最優秀ドラマ賞
- 最優秀コメディ賞
- 最優秀監督賞
- 最優秀脚本賞
- 最優秀主演男優賞
- 最優秀主演女優賞
- 最優秀助演男優賞
- 最優秀助演女優賞
- 最優秀作曲賞
- 最優秀予告編賞
- 最優秀映画ポスター賞
- フェロス功労賞
- 特別賞

## 授賞式
| 回    | 年     | 日付    | 開催場所                                       | 司会者                     |
| ----- | ------ | ------- | ---------------------------------------------- | -------------------------- |
| 第1回 | 2014年 | 1月27日 | マドリード、シネ・カリャオ                     | アレサンドラ・ヒメネス     |
| 第2回 | 2015年 | 1月25日 | マドリード、ルエド・ラス・ベンタス大劇場       | バルバラ・サンタ＝クルス   |
| 第3回 | 2016年 | 1月19日 | マドリード、プリンシペ・ピオ劇場               | シルビア・アブリル         |
| 第4回 | 2017年 | 1月23日 | マドリード、Palacete de los Duques de Pastrana | アントニオ・デ・ラ・トーレ |

## 受賞

### 第1回（2014年）
- ドラマ賞 – 『Stockholm』（ロドリゴ・ソロゴジェン監督）
- コメディ賞 - 『Three Many Weddings』（ハビエル・ルイス・カルデラ監督）
- 監督賞 – ダビド・トルエバ（『「僕の戦争」を探して』）
- 脚本賞 – ダビド・トルエバ（『「僕の戦争」を探して』）
- 主演男優賞 – アントニオ・デ・ラ・トーレ（『カニバル』）
- 主演女優賞 – マリアン・アルバレス（『La herida』）
- 助演男優賞 – マリオ・カサス（『スガラムルディの魔女』）
- 助演女優賞 – テレレ・パベス（『スガラムルディの魔女』）
- 作曲賞 – ビクトル・レジェス（『グランドピアノ 狙われた黒鍵』）
- 予告編賞 - 『アイム・ソー・エキサイティッド!』、『Gente en sitios』（2作品が受賞）
- 映画ポスター賞 -『Three Many Weddings』
- フェロス功労賞 – ホセ・サクリスタン（俳優）
- 特別賞 - 『Illusión』

### 第2回（2015年）
- ドラマ賞 – 『マーシュランド』（アルベルト・ロドリゲス監督）
- コメディ賞 - 『Carmina y amén』（ハビエル・ルイス・カルデラ監督）
- 監督賞 – アルベルト・ロドリゲス（『マーシュランド』）
- 脚本賞 – カルロス・ベルムト（『マジカル・ガール』）
- 主演男優賞 – ハビエル・グティエレス（『マーシュランド』）
- 主演女優賞 – バルバラ・レニー（『マジカル・ガール』）
- 助演男優賞 – ホセ・サクリスタン（『マジカル・ガール』）
- 助演女優賞 – イツィアル・アイスプル（『フラワーズ』）
- 作曲賞 – フリオ・デ・ラ・ロサ（『マーシュランド』）
- 予告編賞 - 『マーシュランド』
- 映画ポスター賞 - 『マジカル・ガール』
- フェロス功労賞 – カルロス・サウラ（監督）
- 特別賞 - 『Costa da Morte』

### 第3回（2016年）
- ドラマ賞 – 『La novia』（パウラ・オルティス監督）
- コメディ賞 - 『Negociador』（ボルハ・コベアガ監督）
- 監督賞 – パウラ・オルティス（『La novia』）
- 脚本賞 – セスク・ゲイ（『しあわせな人生の選択』）
- 主演男優賞 – リカルド・ダリン（スペイン語版）（『しあわせな人生の選択』）
- 主演女優賞 – インマ・クエスタ（『La novia』）
- 助演男優賞 – マリオ・カサス（『グラン・ノーチェ! 最高の大晦日』）
- 助演女優賞 – ルイサ・ガバサ（『La novia』）
- 作曲賞 – 梅林茂（『La novia』）
- 予告編賞 - 『La novia』
- 映画ポスター賞 - 『Requisitos para ser una persona normal』

### 第4回（2017年）
- ドラマ賞 – 『静かなる復讐』（ラウール・アレバロ監督）
- コメディ賞 - 『KIKI 愛のトライ＆エラー』（パコ・レオン監督）
- 監督賞 – ラウール・アレバロ（『静かなる復讐』）
- 脚本賞 – ラウール・アレバロとダビド・プリード（『静かなる復讐』）
- 主演男優賞 – ロベルト・アラモ（『ゴッド・セイブ・アス マドリード連続老女強姦殺人事件』）
- 主演女優賞 – バルバラ・レニー（『María (y los demás)』）
- 助演男優賞 – マノロ・ソロ（『静かなる復讐』）
- 助演女優賞 – ルース・ディアス（『静かなる復讐』）
- 作曲賞 – フェルナンド・ベラスケス（『怪物はささやく』）
- 予告編賞 - 『KIKI 愛のトライ＆エラー』
- 映画ポスター賞 - 『スモーク・アンド・ミラーズ 1000の顔を持つスパイ』